# لحن السير

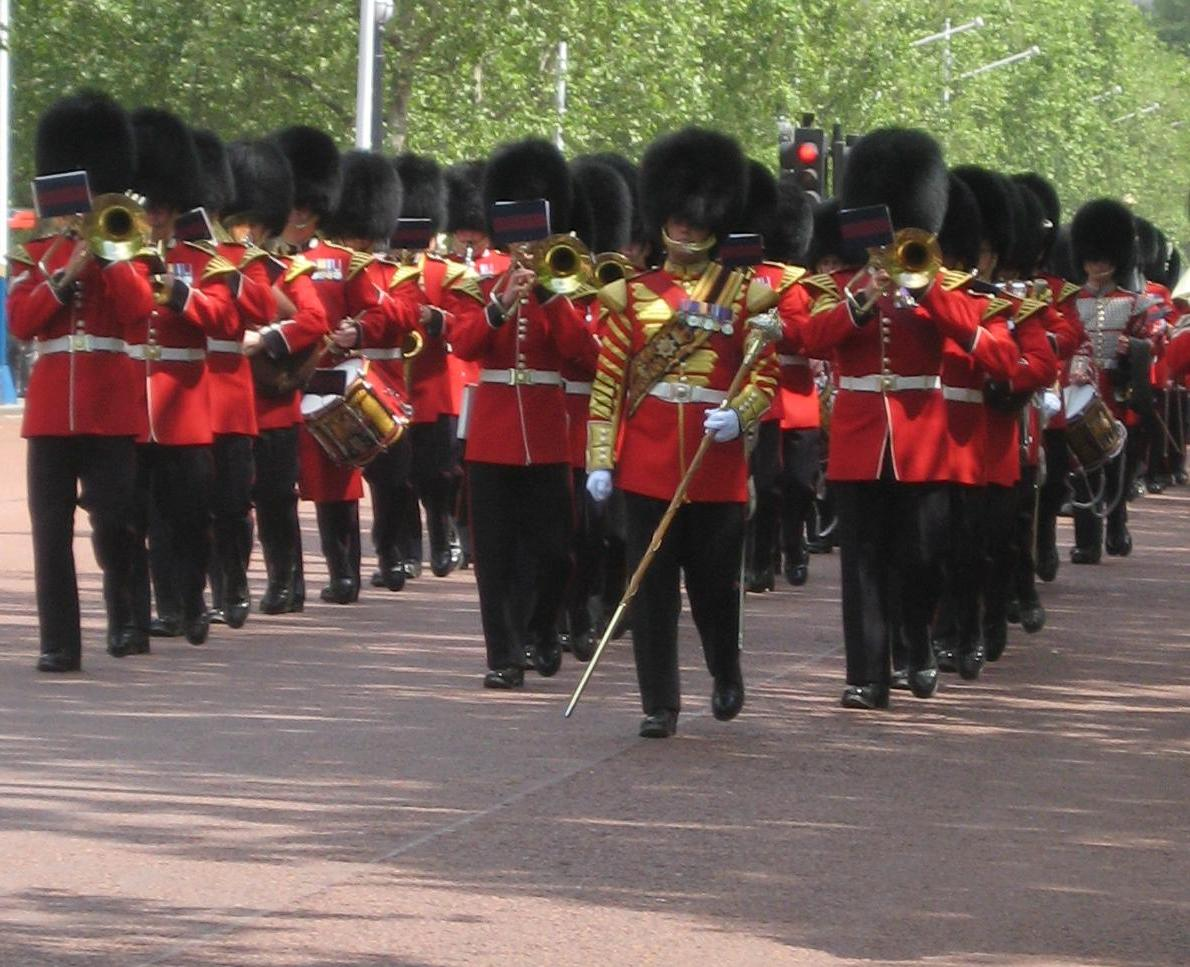
فرقة الحراس الولزيون التابعة للجيش البريطاني تؤدي موسيقى عسكرية وهي تمضي لتغيير الحرس الملكي في قصر باكنغهام

لحن السير أو المارش هي موسيقى عسكرية عرفت منذ القدم في الفرق العسكرية والكشافية. مقياسها : رباعي بسيط 4/4 - ثنائي مركب 6/8
ألِّفَت الكثير من المقاطع الموسيقية في هذه الموسيقى تحت أسماء كبيرة وموسيقاريين مشهورين.